# Rhanidophora
Rhanidophora é um gênero de traça pertencente à família Arctiidae.